# Passenger Cars
Passenger Cars of categorie M1 - is de formele term in de Europese Unie voor personenvoertuigen, definitie: Het aantal zitplaatsen inclusief die van de bestuurder is minder dan negen. Het wordt gebruikt in de classificatie van Europese emissiestandaarden.
Europese emissiestandaard voor Passenger Cars (Categorie M1*), g/km
| Emissiestandaard                                                                              | Datum      | CO          | HC   | HC+NOx      | NOx  | PM          |
| --------------------------------------------------------------------------------------------- | ---------- | ----------- | ---- | ----------- | ---- | ----------- |
| Diesel                                                                                        |            |             |      |             |      |             |
| Euro I                                                                                        | Jul. 1992  | 2,72 (3,16) | -    | 0,97 (1,13) | -    | 0,14 (0,18) |
| Euro II, IDI                                                                                  | Jan. 1996  | 1,0         | -    | 0,7         | -    | 0,08        |
| Euro II, DI                                                                                   | Jan. 1996  | 1,0         | -    | 0,9         | -    | 0,10        |
| Euro III                                                                                      | Jan. 2000  | 0,64        | -    | 0,56        | 0,50 | 0,05        |
| Euro IV                                                                                       | Jan. 2005  | 0,50        | -    | 0,30        | 0,25 | 0,025       |
| Euro V                                                                                        | Sept. 2009 | 0,50        | -    | 0,23        | 0,18 | 0,005       |
| Euro VI                                                                                       | Sept. 2014 | 0,50        | -    | 0,17        | 0,08 | 0,005       |
| Benzine                                                                                       |            |             |      |             |      |             |
| Euro I                                                                                        | Jul. 1992  | 2,72 (3,16) | -    | 0,97 (1,13) | -    | -           |
| Euro II                                                                                       | Jan. 1996  | 2,2         | -    | 0,50        | -    | -           |
| Euro III                                                                                      | Jan. 2000  | 2,30        | 0,20 | -           | 0,15 | -           |
| Euro IV                                                                                       | Jan. 2005  | 1,0         | 0,10 | -           | 0,08 | -           |
| Euro V                                                                                        | Sept. 2009 | 1,0         | 0,10 | -           | 0,06 | 0,005       |
| Euro VI                                                                                       | Sept. 2014 | 1,0         | 0,10 | -           | 0,06 | 0,005       |
| Voor Euro V werden passagiersvoertuigen > 2.500 kg geduid als light commercial vehicle N1 - I |            |             |      |             |      |             |